# 奥托·席利

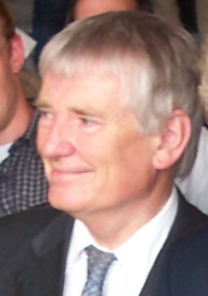
奥托·席利 (2002年)

奥托·乔治·席利（Otto Georg Schily，1932年7月12日—），生于鲁尔区的波鸿，1998-2005年期间任德国联邦内政部长一职，他本人是一名律师，曾是德国社会民主党（SPD）内的重要人物之一。